# 마이크로소프트 이그나이트
마이크로소프트 이그나이트(Microsoft Ignite)는 마이크로소프트가 주최하는 개발자, IT 전문가 및 파트너를 위한 연례 콘퍼런스이다. 이전에는 테크에드로 알려졌던 첫 콘퍼런스는 1993년 미국플로리다주올랜도에서 열렸다.
2014년 바르셀로나에서 열린 테크에드 콘퍼런스 이후, 마이크로소프트는 콘퍼런스 일정을 변경하고 2015년부터 마이크로소프트 이그나이트라는 이름을 도입했다. 이는 테크에드라는 이름에서 현재 이름으로의 전환을 알리는 것이었다.
이 콘퍼런스는 보통 3일에서 5일 동안 진행되며, 발표 및 화이트보드 세션, 실습 랩으로 구성된다. 마이크로소프트 전문가, MVP 및 커뮤니티 회원들을 만날 기회를 제공한다. 네트워킹은 파티, 커뮤니티 공간 및 "전문가에게 물어보세요" 세션을 통해 강화된다. 이 행사는 또한 공급업체가 기술을 선보이고 제품을 판매할 수 있는 전시 공간도 포함한다. 참석자들이 가장 유익한 세션을 선택할 수 있는 방대한 콘텐츠 카탈로그가 있다. 행사 시작 전에 온라인으로 일정이 공개된다. 2024년부터 마이크로소프트는 파트너 행사였던 마이크로소프트 인스파이어와 마이크로소프트 이그나이트를 합쳐 두 형식을 위한 단일 행사로 만들었다.

## 아프리카
2007년까지는 테크에드 남아프리카로 알려졌으며, 이후 테크에드 아프리카로 변경되었다. 2007년은 또한 행사가 선 시티에서 개최된 마지막 해였으며, 이후 증가하는 참석자 수를 더 이상 선 시티에서 수용할 수 없어 더반 국제 컨벤션 센터(ICC)로 이전되었다.

## 오스트레일리아
테크에드 오스트레일리아는 아시아 태평양 지역에서 가장 큰 테크에드 행사이다.

## 유럽
마이크로소프트 이그나이트는 암스테르담과 같은 도시에서 열리는 연례 행사이다.

## 인도
마이크로소프트 테크에드 인도는 2003년부터 매년 열렸으며, 2008년만이 유일하게 마이크로소프트 테크에드 인도 행사가 열리지 않은 해이다.
2006년 6월에는 뉴델리, 푸네, 뭄바이, 첸나이, 하이데라바드, 벵갈루루에서 테크에드가 개최되었다. 각 도시에서는 두 개의 테크에드 행사가 열렸는데, 첫 번째 행사는 기술의 아키텍처 측면을 심층적으로 다루고 아키텍트 참석자의 요구 사항에 중점을 두었으며, 개발자를 위한 플랫폼 및 도구에 초점을 맞춘 네 개의 트랙이 있었다. 두 번째 행사는 IT 인프라에서 일하는 기술 전문가들을 위한 것이었다.
2007년에는 벵갈루루에서 테크에드가 개최되었다.
2009년 5월에는 하이데라바드에서 테크에드가 개최되었다. 마이크로소프트 테크멜라로 이름이 바뀌었는데, 인도인의 정신에 맞춰 행사와 그 콘텐츠를 인도화하려는 열망 때문에 이름 변경이 필요했다. 2,500명 이상의 CXO, TDM, BDM, 개발자, IT 전문가, 아키텍트, 디자이너, 교수진 및 기술 학생들이 참석했다.
테크에드-인도 2009는 스티브 발머가 기조연설을 했는데, 전 세계 테크에드 행사 중 스티브 발머가 연설한 유일한 행사였다. 28개의 기술 트랙은 112개 이상의 분과 세션, 24개의 강사 주도 랩, 20개 이상의 칠판 토크 세션을 포함했다. 트랙은 개인의 필요에 가장 적합한 세션과 랩을 찾는 데 도움이 되는 탐색 도구로 설계되었다.
2011년에는 3월 23일부터 25일까지 벵갈루루의 라릿 아쇼크 호텔에서 테크에드 인도가 개최되었다. 이 행사에는 마이크로소프트 수석 임원의 기조연설, 분과 세션, 실습 랩, 강사 주도 랩, 제품 팀 텐트, 무료 마이크로소프트 인증, 커뮤니티 프로그램 및 솔루션 엑스포가 포함되었다. 이 행사는 치 루가 기조연설을 했다.
2012년, 2013년, 2014년에는 벵갈루루의 라릿 호텔, 팰리스 및 리조트에서 테크에드 인도가 개최되었다.

## 이스라엘
이스라엘의 테크에드 콘퍼런스는 에일라트에서 개최되었다. 첫 테크에드 콘퍼런스는 2001년에 1,000명 이상의 참가자와 함께 개최되었다. 2010년까지 6번의 콘퍼런스가 더 열렸다.

## 라틴 아메리카
라틴 아메리카 테크에드는 항상 브라질 상파울루에서 개최되었다. 그러나 2001년에는 멕시코에서도 한 번 개최된 적이 있다.

## 중동
2010년 두바이에서 처음 시작되었다.

## 뉴질랜드
테크에드 뉴질랜드는 뉴질랜드에서 가장 큰 IT 콘퍼런스이며, 매년 오클랜드에서 개최된다.

## 북아메리카
북아메리카 행사는 매년 새로운 장소로 변경된다. 2024년에는 마이크로소프트 이그나이트가 시카고로 돌아와 2024년 11월 18일부터 22일까지 일리노이주시카고의 매코믹 플레이스에서 개최될 예정이다.

## 테크에드 온라인
테크에드 온라인은 현장 행사를 보완하는 온라인 플랫폼으로, 행사에서 녹화된 비디오 인터뷰, 세션 및 기조연설 영상, 블로그 및 발표자 블로그 집합 등을 포함한다. 이러한 콘텐츠의 대부분은 처음에는 마이크로소프트의 채널 9에서 찾을 수 있었지만, 현재는 일반적으로 이그나이트 웹사이트 자체에서 직접 이용할 수 있다.
테크에드 북아메리카의 경우, 비디오 녹화, 세션 슬라이드 데크 및 보충 콘텐츠는 myTechEd에서 찾을 수 있다.

## myTechEd
마이크로소프트 myTechEd는 콘퍼런스 참가자들이 기술 토론에 참여하고, 지난 해 세션 녹화에 액세스하며, 디렉토리를 통해 발표자 및 다른 참가자들과 연결할 수 있는 온라인 커뮤니티 및 소셜 네트워킹 도구이다. myTechEd는 현장 참가자와 연례 콘퍼런스에 참석할 수 없는 가상 참가자 모두를 위한 무료 리소스이다.

## 테크에드 행사 날짜 및 장소
| 연도 | 아프리카                                     | 오스트레일리아                 | 중국                    | 유럽 EMEA                                   | 인도                                                    | 일본                    | 라틴 아메리카                   | 뉴질랜드                     | 중동                                              | 북아메리카                                      | 러시아                          | 동남아시아                              |
| ---- | -------------------------------------------- | ------------------------------ | ----------------------- | ------------------------------------------- | ------------------------------------------------------- | ----------------------- | ------------------------------- | ---------------------------- | ------------------------------------------------- | ----------------------------------------------- | ------------------------------- | --------------------------------------- |
| 1993 |                                              |                                |                         |                                             |                                                         |                         |                                 |                              |                                                   | 3월 9일–12일, 디즈니 스완/돌핀 호텔, 올랜도, FL |                                 |                                         |
| 1994 |                                              |                                |                         | 4월 19일-21일, 본머스, 영국                 |                                                         |                         |                                 |                              |                                                   | 3월 28일-31일, 뉴올리언스, LA                   |                                 |                                         |
| 1995 |                                              | 시드니                         |                         | 4월 10일-12일, 함부르크, 독일               |                                                         |                         |                                 |                              |                                                   | 3월 27일-31일, 뉴올리언스, LA                   |                                 |                                         |
| 1996 |                                              | 브리즈번                       |                         | 6월 11일–14일, 니스, 프랑스                 |                                                         |                         |                                 |                              |                                                   | 4월 15일–19일, 로스앤젤레스, CA                 |                                 |                                         |
| 1997 |                                              | 멜버른                         |                         | 7월 1일–4일, 니스, 프랑스                   |                                                         |                         |                                 |                              |                                                   | 5월 5일–9일, 올랜도, FL                         |                                 |                                         |
| 1998 |                                              | 시드니                         |                         | 7월 6일–10일, 니스, 프랑스                  |                                                         |                         |                                 |                              |                                                   | 6월 1일–5일, 뉴올리언스, LA                     |                                 |                                         |
| 1999 |                                              | 브리즈번                       |                         | 7월 5일–9일, 암스테르담, 네덜란드           |                                                         |                         |                                 |                              |                                                   | 5월 21일–28일, 댈러스 컨벤션 센터               |                                 |                                         |
| 2000 |                                              | 케언스                         |                         | 7월 3일–7일, 암스테르담, 네덜란드           |                                                         |                         |                                 |                              |                                                   | 6월 5일-9일, 올랜도, FL                         |                                 | 8월 21일-25일, 쿠알라룸푸르, 말레이시아 |
| 2001 |                                              | 멜버른                         |                         | 7월 3일–6일, 바르셀로나, 스페인             |                                                         |                         |                                 |                              |                                                   | 6월 17일-21일, 애틀랜타, GA                     |                                 |                                         |
| 2002 |                                              | 브리즈번                       |                         | 7월 1일-5일, 바르셀로나, 스페인             |                                                         |                         |                                 |                              |                                                   | 4월 9일-13일, 뉴올리언스, LA                    |                                 |                                         |
| 2003 |                                              | 브리즈번                       |                         | 6월 30일 - 7월 4일, 바르셀로나, 스페인      |                                                         |                         |                                 |                              |                                                   | 6월 1일-6일, 댈러스, TX                         |                                 |                                         |
| 2004 |                                              | 캔버라                         | 9월 15일 - 17일, 상하이 | 6월 29일 - 7월 2일, 암스테르담, 네덜란드    |                                                         |                         |                                 |                              |                                                   | 5월 23일–28일, 샌디에고, CA                     |                                 | 쿠알라룸푸르, 말레이시아                |
| 2005 | 8월, 선 시티, 남아프리카 공화국              | 골드코스트                     |                         | 7월 5일-8일, 암스테르담, 네덜란드           |                                                         |                         |                                 |                              |                                                   | 6월 5일-10일, 올랜도, FL                        |                                 |                                         |
| 2006 | 10월 21일-24일, 선 시티, 남아프리카 공화국   | 시드니                         |                         | 11월 7일-10일/14일-17일, 바르셀로나, 스페인 |                                                         |                         |                                 |                              |                                                   | 6월 11일-16일, 보스턴, MA                       |                                 |                                         |
| 2007 | 10월, 선 시티, 남아프리카 공화국             | 골드코스트                     |                         | 11월 5일-9일/12일-16일, 바르셀로나, 스페인  |                                                         |                         |                                 |                              |                                                   | 6월 3일-8일, 올랜도, FL                         |                                 | 9월 10일-13일, 쿠알라룸푸르, 말레이시아 |
| 2008 | 8월 03일-05일, ICC, 더반, 남아프리카 공화국  | 시드니                         |                         | 11월 10일-14일, 바르셀로나, 스페인          |                                                         |                         |                                 |                              |                                                   | 6월 2일-6일/9일-13일, 올랜도, FL                |                                 | 8월 11일-14일, 쿠알라룸푸르, 말레이시아 |
| 2009 | 8월 02일-05일, ICC, 더반, 남아프리카 공화국  | 9월 08일-11일, 골드코스트      | 11월, 베이징, 중국      | 10월 27일-29일, 빈, 오스트리아              | 5월 13일–15일, 하이데라바드                             | 8월 25일-28일, 요코하마 |                                 | 9월 14일-16일, 오클랜드      |                                                   | 5월 11일–15일, 로스앤젤레스, CA                 |                                 | 쿠알라룸푸르, 말레이시아                |
| 2010 | 10월 17일-20일, ICC, 더반, 남아프리카 공화국 | 8월 24일-27일, 골드코스트      |                         | 11월 8일-12일, 베를린, 독일                 | 4월 12일–14일, 벵갈루루                                 |                         | 9월 13일-15일, 상파울루, 브라질 | 8월 30일 - 9월 1일, 오클랜드 | 3월 1일-3일, 두바이 국제 컨벤션 센터, 두바이, UAE | 6월 7일-10일, 뉴올리언스, LA                    |                                 |                                         |
| 2011 |                                              | 8월 30일 - 9월 2일, 골드코스트 |                         | 11월 8일-10일, 마드리드, 스페인             | 3월 23일-25일, 벵갈루루                                 |                         |                                 | 8월 24일–26일, 오클랜드      |                                                   | 5월 16일–19일, 애틀랜타, GA                     | 11월 9일-10일, 크라스노고르스크 |                                         |
| 2012 |                                              | 9월 11일-14일, 골드코스트      | 12월 4일-6일, 베이징    | 6월 26일–29일, 암스테르담, 네덜란드         | 3월 21일-23일, 벵갈루루                                 |                         |                                 | 9월 4일–7일, 오클랜드        |                                                   | 6월 11일-14일, 올랜도, FL                       |                                 |                                         |
| 2013 | 4월 16일–19일, 더반, 남아프리카 공화국       | 9월 3일-6일, 골드코스트        |                         | 6월 25일–28일, 마드리드, 스페인             | 벵갈루루, 3월 18일–19일, 2013 푸네, 3월 25일–26일, 2013 |                         |                                 | 9월 10일–13일, 오클랜드      |                                                   | 6월 3일–6일, 뉴올리언스, LA                     |                                 |                                         |
| 2014 |                                              |                                |                         | 10월 27일–31일, 바르셀로나, 스페인          |                                                         |                         |                                 | 9월 9일–12일, 오클랜드       |                                                   | 5월 12일–15일, 휴스턴, TX                       |                                 |                                         |

## 이그나이트 행사 날짜 및 장소
행사 페이지와 행사 트위터 피드의 발표 내용을 기반으로 수집됨.

| 연도 | 북아메리카                                          | 투어                | 비고 |
| ---- | --------------------------------------------------- | ------------------- | --- |
| 2015 | 5월 4일–8일, 시카고, IL                             |                     | |
| 2016 | 9월 26일–30일, 애틀랜타, GA                         |                     | 2016년은 시카고에서 2년 연속 개최될 예정이었으나, 취소되고 이후 애틀랜타로 변경되었다.                                                     |
| 2017 | 9월 25일–29일, 올랜도, FL                           |                     | |
| 2018 | 9월 24일–28일, 올랜도, FL                           |                     | |
| 2019 | 11월 4일–8일, 올랜도, FL                            | 전 세계 17개 도시   | |
| 2020 | 9월 22일–24일, 디지털 행사                          |                     | 원래 루이지애나주 뉴올리언스에서 계획됨 |
| 2021 | 3월 2일–4일, 디지털 행사                            |                     | |
| 2021 | 11월 1일–5일, 디지털 행사                           |                     | |
| 2022 | 10월 12일-14일, 디지털 및 현장                      | 전 세계 다양한 도시 | 시애틀 현장 행사와 디지털/온라인 참여를 조합함.                                                                                            |
| 2023 | 시애틀: 11월 14일–17일; 온라인 날짜: 11월 15일–16일 |                     | 다시 시애틀에서 현장 행사와 디지털/온라인 참여를 조합함. 시애틀 컨벤션 센터의 새로운 서밋 건물에서 열리는 첫 번째 마이크로소프트 행사이다. |
| 2024 | 11월 18일-22일, 시카고                              |                     | |